# Ангелы смерти (фильм)
«А́нгелы сме́рти» — художественный фильм, созданный в 1993 году на основе киноматериала двухсерийного фильма «Сталинград» (1989) совместно кинокомпаниями «Мосфильм» (Россия) и «Ганем-фильм» (Сирия). Посвящён пятидесятилетию Сталинградской битвы (1942—1943).

## Сюжет
Мелодраматичная история любви проштрафившегося под Харьковом молодого парня Ивана, ставшего снайпером, и девушки Ирины, также волей случая ставшей снайпером, с которой у главного героя было любовное свидание во время бомбёжки Сталинграда.
Девушка становится жертвой знаменитого немецкого снайпера майора Йохана фон Шрёдера, бывшего олимпийского чемпиона по стрельбе.

## В ролях
- Арчил Гомиашвили — Сталин
- Николай Крючков — старый капитан
- Фёдор Бондарчук — снайпер Иван
- Сергей Никоненко — Родимцев
- Валерий Цветков — генерал-полковник Ерёменко
- Екатерина Стриженова — снайпер Ирина
- Регимантас Адомайтис — Йохан фон Шрёдер, олимпийский чемпион по стрельбе
- Александр Кудинов — капитан Немцов, командир батальона
- Борис Невзоров — Крылов
- Пауэрс Бут — генерал Чуйков
- Николай Засухин — Молотов
- Екатерина Урманчеева — жена Йохана

## Съёмочная группа
- Сценарист: Юрий Озеров
- Режиссёр: Юрий Озеров
- Оператор: Игорь Слабневич
- Композитор: Юрий Левитин

## Факты
- Николай Крючков сыграл в фильме свою последнюю роль.
- Фильм снят совместно кинокомпаниями «Мосфильм» (Россия) и «Ганем-фильм» (Сирия). Однако в связи с тем, что участвовавший в создании картины сирийский государственный деятель, бывший премьер-министр Сирии Нуреддин аль-Атасси, умерший во время лечения в 1992 году в Париже, упомянут в титрах как «Н. Аттаси (Париж)»[1], в Интернете распространилось ошибочное утверждение, что вместо Сирии в числе стран-создателей фильма упоминается Франция. Такое же упоминание имени Нуреддина аль-Атасси встречается и в других источниках[2].